# Markwald
Ein Markwald ist ein Waldgebiet, das von mehreren Orten gemeinsam bewirtschaftet wird.
Der Wald gehört dabei nicht zur Gemarkung der jeweiligen Orte, sondern ist Teil einer gemeinsamen Gemarkung, der Markgenossenschaft. Die Bezeichnung „Markwald“ hat sich auch nach Auflösung der Markgenossenschaften bis in die heutige Zeit als Name der jeweiligen Wälder erhalten.
Einwohner der umliegenden Gemeinden, soweit sie Markgenossen sind, haben das Recht, im Markwald Holz zu schlagen, ihr Vieh im Wald weiden zu lassen (Viehtrift bzw. Eichelmast) und Ähnliches. Das Jagdrecht ist jedoch nicht mit inbegriffen. Die Mitglieder der Markgenossenschaft haben prozentuale Anteile am Wald, aber keinen konkreten Besitzanspruch. Sie haben Mitbestimmungsrechte und die Art der Bewirtschaftung wird auf Vorschlag des zuständigen Försters in alljährlichen Vollversammlungen gemeinschaftlich beschlossen. Sie können zum Beispiel entscheiden, ob und wo aufgeforstet wird oder ob auf der Waldfläche Windräder gebaut werden sollen. Außerdem kommen sie in den Genuss der Ausschüttungen, die die Markgenossenschaft vornehmen kann, wenn ihre Einnahmen aus Holzverkauf, Jagdpacht usw. die Ausgaben übersteigen.

## Andere Bedeutungen
- Markwald heißt auch zum Beispiel ein Wohngebiet der Stadt Mühlheim am Main.
- Markwald ist auch ein männlicher germanischer Personenname und ein Familienname.